# تفجير السفارة الروسية في كابل
انفجار السفارة الروسية في كابول في 5 سبتمبر 2022 وقعت محاولة انتحارية خارج السفارة الروسية في كابول عاصمة أفغانستان.

## الانفجار
تم تنفيذ الهجوم حوالي الساعة 10:50 صباحًا عندما كان حشد من الناس يتجمعون لتقديم طلب للحصول على تأشيرات للسفر إلى روسيا. وقالت شرطة كابول إن الإرهابي قتل في الهجوم برصاص قوات الأمن، لكن قنابله انفجرت بعد مقتله. أسفر الهجوم الإرهابي عن مقتل ثمانية أشخاص على الأقل وفقًا لقناة الجزيرة، لكن وكالة ريا نوفوستي أفادت بمقتل عشرة أشخاص على الأقل. وكان اثنان من القتلى من موظفي السفارة أحدهما حارس أمن لم يذكر اسمه وسكرتير هو ميخائيل شاه. قالت الشرطة إن اثنين من الموظفين وأربعة مدنيين أفغان على الأقل قتلوا.
أصيب عدد غير واضح في القصف. ذكرت وكالة ريا نوفوستي أن هناك 15 إلى 20 جريحًا.

## الرد الروسي
ندد وزير الخارجية الروسي سيرغي لافروف بالهجوم ووقف دقيقة صمت حدادا على الضحايا. وفقًا لرويترز أعلن تنظيم الدولة الإسلامية - ولاية خراسان مسؤوليته عن الهجوم عبر تيليجرام.